# Solaris Tramino
Solaris Tramino villamoscsalád, amelyet eredetileg a Solaris Bus & Coach gyártott Bolechówban, Lengyelországban. Jelenleg a Stadler Polska, a svájci Stadler Rail leányvállalata állítja elő, miután megvásárolta a Solaris Tramot. Az első prototípust 2009 júliusában építették meg, a sorozatgyártás pedig 2011-ben kezdődött meg.

## Története
2009. október 14-én a gdański Trako vásárban mutatták be a Tramino prototípusát.
2018 novemberében a villamosgyártást a Solaris Bus & Coach-tól a Stadler Polska vette át.

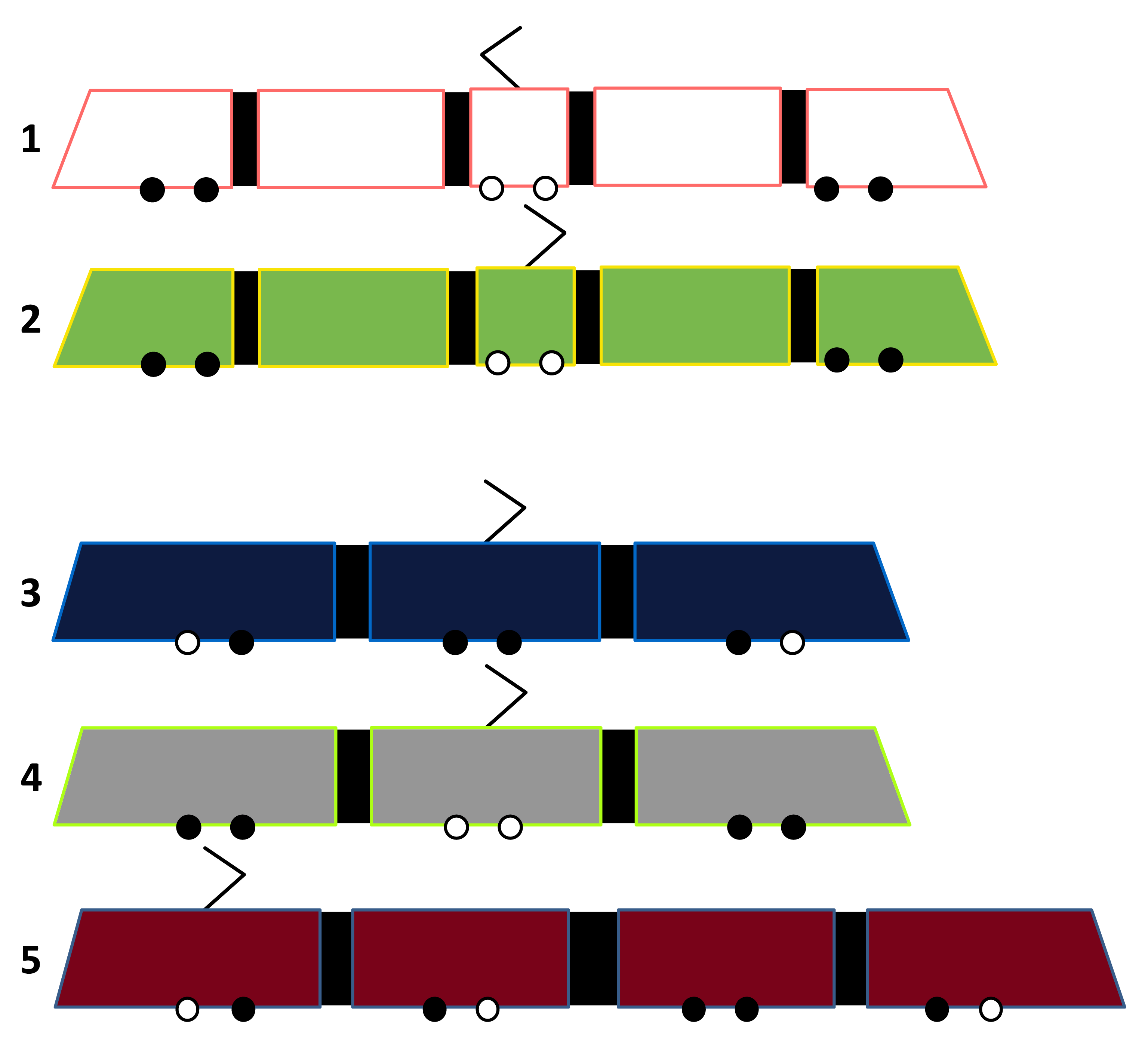
Többcsuklós villamosok:
1 – S100, 2 – S105p,
Rövidcsuklós villamosok:
3 – S109j, 4 – S111o, 5 – S110b

## Üzemeltetők
| Ország        | Város        | Üzemeltető                 | Típus     | Szolgálat kezdete | Mennyiség (db) |
| ------------- | ------------ | -------------------------- | --------- | ----------------- | -------------- |
| Lengyelország | Poznań       | MPK Poznań                 | S100      | 2011              | 1              |
| Lengyelország | Poznań       | MPK Poznań                 | S105p     | 2011              | 45             |
| Lengyelország | Olsztyn      | MPK Olsztyn                | S111o     | 2015              | 15             |
| Lengyelország | Krakkó       | MPK Kraków                 |           |                   | 50-ből 0       |
| Németország   | Jéna         | Jenaer Nahverkehr          | S109j     | 2013              | 5              |
| Németország   | Braunschweig | Braunschweiger Verkehrs    | S110b     | 2014              | 25-ből 18      |
| Németország   | Lipcse       | Leipziger Verkehrsbetriebe | XL        | 2017              | 23-ból 17      |
| Összesen:     | Összesen:    | Összesen:                  | Összesen: | Összesen:         | 164-ből 101    |